# Slam-Movie-Night
Die Slam-Movie-Night war ein Schweizer Kurzfilmfestival von 2004 bis 2019 an wechselnden Orten.

## Konzept
John Wilhelm, der Gründer der Slam-Movie-Night, hat das Konzept des Poetry Slam auf Kurzfilme aller Art und Genre übertragen. Dabei sandten Filmschaffende im Vorfeld ihre Filme ein, die dann vom Publikum bewertet wurden. Das Publikum hatte die Möglichkeit, eine Filmvorführung vorzeitig durch Buh-Rufe abzubrechen. Unter nicht vorzeitig beendeten Filmen wurde am Ende der Veranstaltung vom Publikum ein Sieger bestimmt.

## Orte
Austragungsorte waren Winterthur, St. Gallen, Bern, Zürich und Luzern. Geplant waren weitere Durchführungen des Events in deutschsprachigen Nachbarländern (Deutschland, Österreich). Diese kamen jedoch nicht zustande.

## Geschichte
Das erste Festival fand 2004 in Winterthur statt. Ab dem 1. Juni 2007 wurde dem Gewinner oder der Gewinnerin der goldene Slamy überreicht. Ab 2008 war es die alternative Eröffnungsveranstaltung des Shnit. Das letzte Festival fand 2019 in Bern statt.

## Siegerliste
| Nr. | Datum      | Ort        | Siegerfilm                                    | Regisseur                         |
| --- | ---------- | ---------- | --------------------------------------------- | --------------------------------- |
| 1   | 04.06.2004 | Winterthur | 1886                                          | Harry Straehl                     |
| 2   | 03.06.2005 | Winterthur | Ping Fighter                                  | Phil Küng                         |
| 3   | 17.06.2005 | St. Gallen | The last final attack...                      | Simon Oberli                      |
| 4   | 17.03.2006 | Luzern     | Wie Mann ein Haus...                          | Phil Wagner                       |
| 5   | 02.06.2006 | Winterthur | Tête à Tête                                   | Valentino Weibel                  |
| 6   | 17.11.2006 | St. Gallen | Snatch & Kittie                               | Nicolas Steiner                   |
| 7   | 13.04.2007 | Luzern     | Mahlzeit                                      | L. Gerlach, I. Walthert           |
| 8   | 01.06.2007 | Winterthur | Interview                                     | Dave Striegel                     |
| 9   | 17.10.2007 | Bern       | Claude                                        | Andreas Gantenbein                |
| 10  | 20.12.2007 | St. Gallen | Eifach hange blibe                            | Gianni d’Aulerio                  |
| 11  | 27.03.2008 | Zürich     | What’s next                                   | Adrian Flückiger, Claudia Röthlin |
| 12  | 14.06.2008 | Winterthur | QFTV                                          | Luca Zuberbühler                  |
| 13  | 08.10.2008 | Bern       | Warum ich gerne ein John Deere Traktor wär... | Lara Stoll                        |
| 14  | 09.01.2009 | St. Gallen | Zu lange                                      | Luca Zuberbühler, Sebastian Suter |
| 15  | 12.03.2009 | Zürich     | Whim                                          | Mischa Kolbe                      |
| 16  | 06.10.2010 | Bern       | Concerto Crasso                               | Rolf Hellats                      |